# Bosnisch-Hercegovinische Erinnerungsmedaille

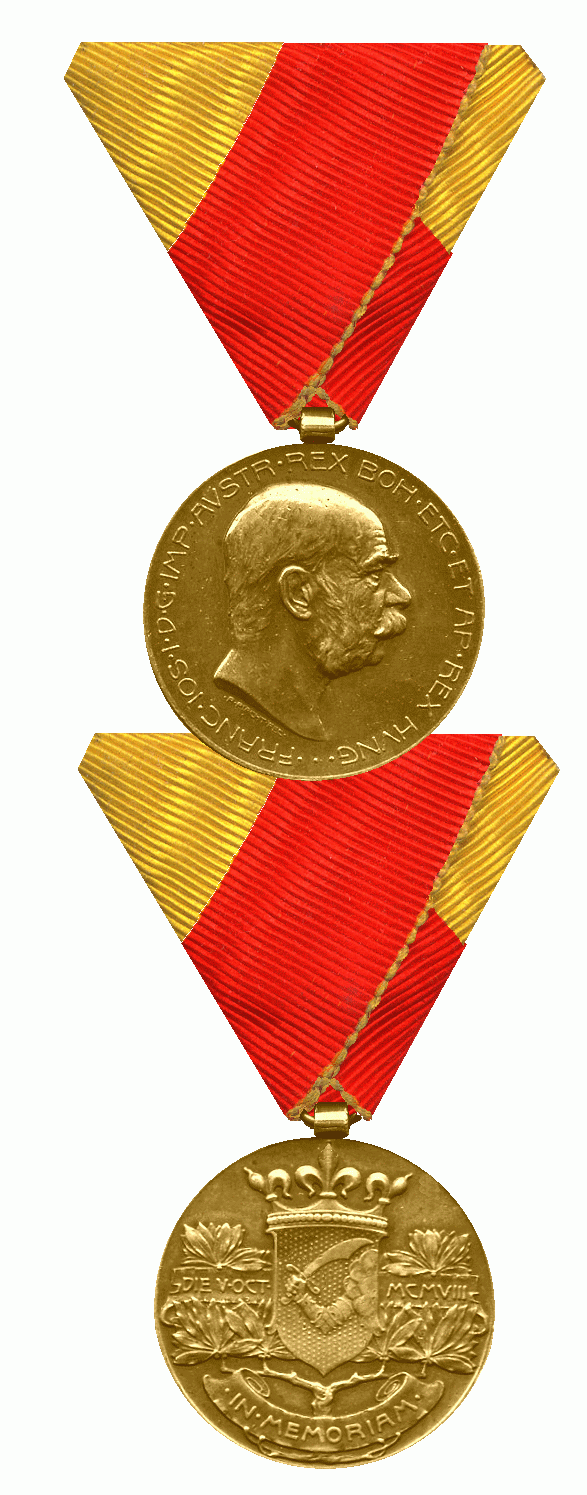
Bosnisch-Hercegovinische Erinnerungsmedaille, Avers/Revers (v. o. n. u.)

Die Bosnisch-Hercegovinische Erinnerungsmedaille wurde am 30. August 1909 durch Kaiser Franz Joseph I. aus Anlass der Eingliederung von Bosnien und Herzegowina in den Staatenverbund von Österreich-Ungarn gestiftet.
Neben allen am 5. Oktober 1908 dem XV. Korps angehörenden Offizieren und Militärbeamten, konnte die Auszeichnung auch allen im bosnisch-hercegovinschen öffentlichen Dienst stehenden Personen sowie den Beamten des k. u. k. Finanzministeriums verliehen werden.
Die aus Bronze gefertigte runde Medaille zeigt im Avers das Brustbild von Franz Joseph I. mit der Umschrift FRANC·IOS·I·D·G·IMP·AVSTR·REX BOH·ETC·ET AP·REX HVNG·. Im Revers ist auf einem stilisierten Lorbeerbaum das von einer Lilienkrone überragte Landeswappen Bosniens und der Hercegovia zu sehen. Auf dem Baum ein schmales Band mit der Inschrift DIE V·OCT·MCMVIII und am Stamm ein bogenförmiges Band mit der Inschrift IN·MEMORIAM.
Getragen wurde die Auszeichnung an einem rot-gelb gespaltenen Band auf der linken Brustseite.
Insgesamt wurden ca. 2800 Medaillen verliehen.